# Calamus (dier)
Calamus is een geslacht van straalvinnige vissen uit de familie van zeebrasems (Sparidae). De wetenschappelijke naam is in 1839 gepubliceerd door Swainson.

## Soorten
- Calamus arctifrons Goode & Bean, 1882
- Calamus bajonado (Bloch & Schneider, 1801)
- Calamus brachysomus (Lockington, 1880)
- Calamus calamus (Valenciennes, 1830) – Schoteloogzeebrasem
- Calamus campechanus Randall & Caldwell, 1966
- Calamus cervigoni Randall & Caldwell, 1966
- Calamus leucosteus Jordan & Gilbert, 1885
- Calamus mu Randall & Caldwell, 1966
- Calamus nodosus Randall & Caldwell, 1966
- Calamus penna (Valenciennes, 1830)
- Calamus pennatula Guichenot, 1868
- Calamus proridens Jordan & Gilbert, 1884
- Calamus taurinus (Jenyns, 1840)